# أكولا
أَكُولاَ (من اللاتينية: Acholla أَكُولاَ) موقع بوني ساحلي تونسي، يقع قرب قرية بطرية، على بعد 45 كم شمال شرقي مدينة صفاقس. وهو تابع إدارياً لمعتمدية جبنيانة من ولاية صفاقس.

## تاريخ المدينة

### تأسيس المدينة في العهد البوني
بحسب المؤرخ ستيفان البيزنطي فانه تم تأسيس مدينة أكولا حوالي القرن 4 ق.م. من طرف مهاجرين قدموا من جزيرة مالطة، بتأييد من القرطاجيين. وخلال العهد البوني، اعتمد سكانها على اللغة والعادات والتقاليد الفينيقية. كما عرفت المدينة صك العملة المأخوذة عن القرطاجيين، وهو ما تؤكده القطع النقدية التي كشفتها الحفريات، وهي التي تحمل صورة رأس الإله القرطاجي بعل حمون يحمل تاجا من الريش، إلى جانب العثور على نصب تذكارية للآلهة الفينيقية تانيت .

### أكولا خلال العهد الروماني

انتصار ديونيسوس

خلال الحرب البونيقية الثالثة، التي امتدت بين عامي 149 ق.م. و 146 ق.م، وقفت مدينة أكولا إلى جانب روما في حربها ضد قرطاج. وبعد تحطيم قرطاج، أصبحت أكولا مدينة مستقلة. كما تحالف سكانها مع الإمبراطور الروماني يوليوس قيصر عندما نزل عام 46 ق.م. بشمال أفريقيا في حربه ضد يوبا الأول، ملك نوميديا (غرب تونس وشرق الجزائر حالياً). وعندما استقر هذا الإمبراطور الملقب عصرئذٍ بـ«ملك البحر» بجزيرة قرقنة، استفاد سكان أكولا من هذا الحدث واستثمروه لتطوير تجارتهم البحرية، رغم المنافسة التي كانت تعيشها أكولا مع بقية المدن المجاورة، مثل حضرموت ولبدة، لتشهد مزيداً من النجاحات خلال القرنين الأول والثاني الميلاديين.

## الاثار المتبقية
- بقايا مسرح روماني متكون من حجارة متدرجة لكن تم تعريتها بفعل العوامل المناخية.[3][4]
- ثلاثة فلل واحد منها يعود لشخص غني من اكولا وهو سيناتور روماني بنيت بين 180 و 185 ميلادي.[5]
- بقايا من حمام روماني بني بين 120 و 130 ميلادي.[5]
- مجموعة فسيفساء والتي صنفت على انها الاقدم من بين المكتشفة على التراب التونسي.[6]